# Sampho Tenzin Dhondup
Pour les articles homonymes, voir Dhondup.
Sampho Tenzin Dhondup (tibétain བསམ་ཕོ་བསྟན་འཛིན་དོན་གྲུབ, Wylie : bSam pho bstan 'dzin don grub), aussi appelé Sambo Rimshi et Sampho Se (1925 - 1987 ) est un diplomate et un écrivain tibétain.

## Biographie
Il est le fils de Sampho Tsewang Rigzin, un haut fonctionnaire et diplomate tibétain. Tangme Konchok Pelmo et Sangey Deki (épouse de Palden Thondup Namgyal) sont deux de ses sœurs.
Envoyé avec Thubten Legmon à Pékin via Chamdo où ils rencontrèrent Ngabo Ngawang Jigme, il fut l'un des délégués tibétains qui signa l'accord en 17 points avec la Chine où il vécut sous la loi communiste jusqu'en 1981.
Sampho Tenzin Dhondup, de même que Lhawutara Thubten Tenthar un autre signataire de l'accord en 17 points, a passé près de 20 ans dans les camps de travail. En mai 1980, à l'anniversaire de l'accord, tous deux furent invités à rencontrer Wan Li et Hu Yaobang qui promit à Sampho que les erreurs du passé ne serait pas répétées. Sampho avait perdu sa confiance dans les promesses des dirigeants chinois, et n'allait pas tardé à partir.
Il s'est exilé en 1981 en Inde où il a révélé que sa contribution, publié dans un ouvrage du Comité consultatif politique du peuple chinois, Sources on the Culture and History of Tibet, comportant les souvenirs d'anciens fonctionnaires tibétains, a en réalité été écrite par quelqu'un d'autre, et que son nom a simplement été ajouté. L’historien Tsering Shakya en déduit que l'ouvrage est à considérer avec précaution.
En exil en Inde, il a écrit ses mémoires où il décrit notamment la participation de la délégation tibétaine à la Conférence des relations asiatiques en Inde en 1947 à laquelle il participa. Cette autobiographie ne comporte cependant que peu d'information importante, bien qu'il fût une personnalité majeure de l'époque, depuis la signature de l'accord en 17 point jusqu'à son départ du Tibet au début des années 1980. Elle a été traduite en anglais par Thubten Samphel.

## Autobiographie
- (bo) Mi tsheʼi rba rlabs ʼkhrugs po, Dehradun, Inde, 1987, (en) My Life's Turbulent Waves, traduit du tibétain en anglais par Thubten Samphel.